# Sawa Nobuyoshi

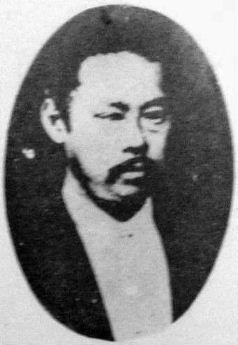
Sawa Nobuyoshi

Sawa Nobuyoshi (japanisch 澤 宣嘉; geboren 9. Februar 1836; gestorben 27. September 1873 in Tokio), ein Japaner, war Gegner der Tokugawa-Regierung und nach 1868 Mitglied der neuen Regierung.

## Leben und Wirken
• Sawa Nobuyoshi war Sohn von Chunagon Aneyokōji Kōsui (中納言 姉小路公遂). 1852 adoptierte Sawa Tamakazu (沢 為量; 1812–1889) ihn und setzt ihn als Erbe ein. Als das Shogunat 1858 um die kaiserliche Erlaubnis zum Abschluss des Harris-Vertrags zwischen den Vereinigten Staaten und Japan bat, schloss er sich mit seinem Vater Sawa Tamekazu dem Vorgehen von 88 Höflingen an, die eine Überarbeitung des Entwurfs der kaiserlichen Entscheidung forderten. Er schloss sich Sanjō Sanetomi und anderen an und setzte sich für die „Stärkung der kaiserlichen Position“ – Sonjō (尊攘) ein. 1862 wurde er Sekretär am kaiserlichen Hofe und setzte er sich im folgenden Jahr zusammen mit seinem Kollegen Hashimoto Mirei (橋本 実麗; 1809–1882) und anderen gegenüber Kampaku Takatsukasa Sukehiro (鷹司 輔煕; 1807–1878) und anderen dafür ein, die Ausweisung von Ausländern zu beschließen. Aufgrund des „Zwischenfalls vom 18. 8.“ musste er jedoch Kyōto verlassen.
Im Januar 1868, im Zuge der Meiji-Restauration, wurde Sawa rehabilitiert und zum Generalgouverneur von Kyūshū und zum Generalgouverneur für auswärtige Angelegenheiten (外国事務総督, Gaikoku jimu sōtoku) ernannt, und im Februar 1868 wurde er zum ersten Gouverneur von Nagasaki (damals 長崎裁判所総督 Nagasaki saibansho sōtoku) ernannt und setzte die allgemeinen Verbannung von Urakami-Christen durch. Im folgenden Jahre wurde er zum Außenminister (外務卿, Gaimu-kyō) Japans ernannt und setzte sich für die Überarbeitung der Ungleichen Verträgen des Auslands mit Japan ein. Er sollte Botschafter in Moskau werden, erkrankte aber und starb, noch keine 40 Jahre alt.